# 吳麟徵
吳麟徵（？—1644年），字來五，又字聖生，號磊齋，浙江嘉兴府海鹽縣人，軍籍，明末政治人物，北京城破後自縊殉國。

## 生平
萬曆四十二年（1614年）應州郡試時，兩兄弟“名譽日聞”、“共為州里所慕”。四十六年（1618年）吳麟瑞、吳麟徵兄弟皆中戊午科舉人，天啟二年（1622年）壬戌科進士。禮部觀政，三年十月授江西建昌府推官，四年任江西鄉試同考官，六年丁憂歸里。守喪期滿，崇禎二年（1629年）補福建興化府推官，三年任福建鄉試同考官。生平不蓄私產，兩袖清風。
崇禎五年（1632年）擢吏科給事中，管皇城，有直言之名。八年（1635年）丁父憂，上疏乞假葬父，數年後方還朝。十一年（1638年）起復為兵科右給事中，彈劾吏部尚書田唯嘉貪贓，田唯嘉罷官。再遷刑科左給事中，又因繼母黃淑人喪事去職。服闋，十五年（1642年）起為吏科都給事中。十七年（1644年）春升太常寺少卿。不久，李自成大軍逼近京師，吳麟徵奉命守西直門。敵軍猛攻，吳麟徵緊急入朝稟報，至午門被魏藻德阻攔，返回西直門。翌日，城陷。邸宅已被敵兵佔據，於是道旁祠，作書訣家人曰：「祖宗二百七十餘年宗社，一旦至此，雖上有亢龍之悔，下有魚爛之殃，而身居諫垣，無所匡救，法當褫服。殮用角巾青衫，覆以單衾，以志吾哀。」解帶自縊，被家人救醒，央求其先與好友祝淵訣別。再翌日，吳麟徵對祝淵慷慨陳詞：「憶登第時夢隱士劉宗周吟文信國《零丁洋》詩，今山河碎矣，不死何為！」再度自縊。贈兵部右侍郎，諡忠節。清朝賜諡貞肅。《明史》有傳。

## 家族
父吳中任，贈推官。兄吳麟瑞。
有子吳蕃昌。

## 延伸阅读
[在维基数据编辑]
 《明史卷二百六十六》，出自《明史》

| 官衔          | 官衔                          | 官衔          |
| ------------- | ----------------------------- | ------------- |
| 前任： 祁彪佳 | 明朝興化府推官 1629年－1632年 | 繼任： 曹惟才 |